# باول إي. بورنس
باول إي. بورنس (بالإنجليزية: Paul E. Burns)‏ هو ممثل أمريكي، ولد في 26 يناير 1881 بفيلادلفيا في الولايات المتحدة، وتوفي في 17 مايو 1967 في الولايات المتحدة.

## أعمال

### أفلام
- (1960) سبارتاكوس[2][3]

## وصلات خارجية
- باول إي. بورنس على موقع IMDb (الإنجليزية)
- باول إي. بورنس على موقع قاعدة بيانات برودواي على الإنترنت (الإنجليزية)
- باول إي. بورنس على موقع قاعدة بيانات برودواي على الإنترنت (الإنجليزية)
- باول إي. بورنس على موقع قاعدة بيانات الفيلم (الإنجليزية)